# 포트 마이너
포트 마이너 (Fort Minor)는 미국의 록 밴드인 린킨 파크의 보컬 및 기타리스트, 작곡가인 마이크 시노다의 사이드 프로젝트이다. 마이크 시노다가 포트 마이너로서 발매한 첫 솔로 음반 The Rising Tied이며 2005년, 홀리 브룩과 조나 마트랑가가 피쳐링한 "Where'd You Go"와 스타일스 오브 비욘드가 피쳐링한 "Remember the Name"이 음반의 싱글로 발매되었다. 팬클럽은 린킨 파크 언더그라운드와 유사한 포트 마이너 밀리티아가 있다. 마이크 시노다의 솔로 프로젝트로서 The Rising Tied의 음반 활동 때마다 스타일스 오브 비욘드의 멤버를 비롯한 다른 객원 래퍼들이 참여하여 도와주었다.
음반 활동이 끝난 2006년 이후 현재까지 활동 중단 상태였으나 2015년 7월 7일 새 싱글 "Welcome"을 발매하며 컴백하였다.

## 역사
마이크 시노다는 1993년부터 피아노를 배우고 있었다. 1990년대 중반, 고등학교 진학 후 마이크 시노다는 고등학교 동창들인 드러머 롭 버든, 기타리스트 브래드 델슨, 베이시스트 데이브 파렐과 DJ 조셉 한과 함께 제로라는 밴드를 구성하고 1998년, 하이브리드 씨어리로 이름을 바꾸었다. 다음 해 보컬인 체스터 베닝턴을 영입해 린킨 파크를 결성하였다. 1999년 밴드는 워너브라더스와의 전속 계약을 맺고 다음 해 첫 번째 음반인 Hybrid Theory를 발매하였다. 마이크 시노다는 린킨 파크의 멤버로 있으면서 "In the End"와 "Crawling" 그리고 "Papercut" 등 랩 보컬을 맡으면서 싱글은 히트를 쳤고 또한 린킨 파크의 여러 트랙에 키보드를 맡고, 밴드의 음반 커버를 디자인하기도 하였다. Hybrid Theory는 발매 후 그래미상을 수상하였고 또한 2500만장 이상의 판매고를 기록하였다.
2004년 말, 린킨 파크의 음반 활동이 끝나자 마이크 시노다는 개인 프로젝트의 음반 작업을 시작한다. 2005년 11월, 마이크 시노다의 프로젝트인 포트 마이너의 데뷔 음반 The Rising Tied가 발매되었다. 발매 한 달 전, "Petrified"의 뮤직비디오를 촬영하였고 로버트 헤일스 감독이 맡았다. 또한 2004년 Collision Course를 같이 작업한 제이-지가 음반의 프로듀서로 참여하였다. MTV 뉴스 코리 모스 기자와의 인터뷰에서 마이크 시노다는 음반을 작업하면서 퍼커션, 스트링, 합창 파트를 제외하고 스스로 모든 악기를 들어보며 작곡 및 작사하였다고 밝혔다. 음반의 첫 번째 싱글로는 "Where'd You Go"였는데, 빌보드 핫 100차트에 4위에 기록되었으며 이어 66위에 "Remember the Name"이 올랐다. 음반에 수록된 다른 트랙인 "Kenji"는 세계 2차 대전 직후 시노다 가족의 일본인들의 미국 이주 때 겪은 경험들을 가사를 통해 묘사하고 있다.
"Where'd You Go"의 성공에 이어 2006년 4월 26일, 한 주 동안 The Rising Tied의 판매량이 45 퍼센트 증가하였으며, 빌보드 200 차트에서도 104위에서 89위로 올랐다. "Where'd You Go"는 2006년 MTV 비디오 뮤직 어워드에서 올해의 벨소리 부문에서 수상하였다. 2006년 8월에는 린킨 파크와는 별개로 2006 섬머 소닉에 참여하였다.
음반에 수록된 3번째 곡, "Right Now"는 테일러 페리 감독의 《The Family That Preys》의 예고편에 사용되었으며 2006년 11월, 포트 마이너는 "Remember the Name"의 뮤직비디오를 공개하면서 마이크 시노다는 포트 마이너를 잘 표현하고 있는 것 같다고 밝혔다. 같은 달, 마이크 시노다는 린킨 파크 활동으로 인해 포트 마이너가 활동 중단한다고 밝혔다.
2006년, 홀리 브룩은 라디오에서 자신이 만든 "Where'd You Go"의 익스클루시브 버전을 선보였으나 마이크 시노다는 참여하지 않았다. 2006년 활동 후 린킨 파크에 전념했던 마이크 시노다의 포트 마이너 활동이 없자 이후 2010년 1월 27일, 마이크 시노다는 자신의 트위터를 통해 "포트 마이너는 해체한 것이 아니라 잠시 활동을 중단한 것뿐이다."라고 글을 남겼다.

## 음반
- 2005년 The Rising Tied
- 2015년 Welcome

### 관련 트랙
- "Move On" (Feat. Mr. Hahn)
- "Do What We Did" (Feat. Styles of Beyond)
- "Tools of the Trade" (Feat. Styles of Beyond & Celph Titled)
- "Start It All Up"
- "Strange Things"